# SOCOM: Confrontation
Pour les articles homonymes, voir SOCOM.
SOCOM: Confrontation est un jeu vidéo de tir tactique multijoueur développé par Slant Six Games et sorti le 18 mars 2009 sur PlayStation 3. À l'instar de Warhawk, ce nouvel épisode de la série Socom se concentre uniquement sur des confrontations multijoueur en ligne. Une partie peut accueillir jusqu'à 32 joueurs (4vs4, 8vs8 ou 16vs16).

## Système de jeu
Cet opus de SOCOM ne comporte donc pas de mode de jeux solo, mais par contre le mode de jeux en réseaux a été bien étoffé par rapport aux précédentes versions.
Cependant, certaines nouveautés ou autres changements peuvent déplaire à certains puristes venant des versions précédentes. On peut ainsi noter la présence d'une touche permettant de sprinter, d'une caméra plus proche du personnage, ou encore, d'un second niveau de zoom plaçant la caméra au niveau de l'épaule du personnage.
Le jeu se joue préférentiellement avec le micro-casque pour dialoguer avec ses coéquipiers.

### Modes de jeu
SOCOM: Confrontation propose 8 modes de jeu, chacun ayant des objectifs spécifiques : 
- Suppression : Victoire pour l'équipe ayant éliminé l'équipe adverse au complet. Si au moins un joueur est encore vivant dans chaque équipe à la fin du temps imparti, la victoire de la manche sera donnée à l'équipe ayant fait le plus de morts chez l'adversaire. Une manche nulle sera déclarée si le nombre d'ennemis tués est identique.

- Élimination : Victoire pour l'équipe ayant éliminé l'équipe adverse au complet. Si au moins un joueur est encore vivant dans chaque équipe à la fin du temps imparti, la manche sera considérée nulle.

- Démolition : Une bombe se trouve au centre de la map. Les deux équipes peuvent la ramasser. Une fois la bombe en sa possession, l'équipe doit aller la poser et détruire la base adverse. Lorsque le porteur de la bombe meurt, n'importe quel joueur peut la ramasser. La victoire va à l'équipe qui détruit la base ennemie, ou qui élimine tous les ennemis.

- Infiltration : Une équipe dispose d'une bombe dès le début de la partie. L'équipe adverse se retrouve dans sa base, qui dispose de nombreuses portes infranchissables sans destruction au C4. L'équipe attaquante doit alors  percer le périmètre en plaçant du C4 sur plusieurs portes, puis, poser la bombe dans la base ennemie. La victoire va à l'équipe attaquante si elle détruit la base ennemie. Si le temps arrive à son terme sans que la bombe explose, les défenseurs gagnent. Si l'une des deux équipes élimine tous les adversaires, elle gagne.

- Exfiltration : Un groupe de 3 otages se trouvent dans la base des mercenaires. Ils peuvent les déplacer s'ils le souhaitent. Le but des commandos sera alors d'aller récupérer les otages et de les conduire en sécurité dans une zone d'exfiltration. (il y en a deux différentes dans chaque map) Si les commandos arrivent à sauver les otages, ils gagnent. Si le temps arrive à son terme sans que les otages ne soient sauvés, les mercenaires gagnent. Dans le cas où les otages se retrouvent tués, c'est l'équipe qui a tué 2 ou 3 otages qui perd. Si une équipe a éliminé l'autre au complet, elle gagne.

- Escorte : Les commandos doivent escorter 3 VIP dans l'une des deux zones d'exfiltration. Les mercenaires, eux, doivent éliminer les VIP. Si les mercenaires tuent au moins 2 des 3 VIP, ils gagnent. Si le temps arrive à son terme sans que les VIP ne soient sauvés, les mercenaires gagnent. Si une équipe a éliminé l'autre au complet, elle gagne.

- Contrôle : 5 points de contrôles sont dispersés dans la map à des points stratégiques. (un dans chaque base, un en plein centre, et deux autres à des endroits généralement entre le centre et les bases) Le but est d'être la première équipe à placer un fumigène de sa propre équipe dans chaque zone. (lorsqu'une équipe contrôle une zone, et que l'autre en prend le contrôle, les deux équipes gardent le contrôle de la zone en simultané) La victoire va à la première équipe qui tient les 5 zones, ou qui élimine tous les adversaires.

- Course aux armes : 3 lance-missiles sont placés proches de la base des mercenaires. Leur but est d'amorcer les missiles, et d'arriver à en lancer 2 sur les 3. Lorsqu'un missile est amorcé, un temps est donné avant son lancement. Les commandos doivent alors désactiver ce lance-missile. Ils peuvent aussi neutraliser un lance-missile avant même qu'il ne soit armé. Un lance-missile désactivé ne peut alors plus être armé par les mercenaires. Si le temps arrive à son terme, les commandos l'emportent. Comme dans la majorité des autres modes, si une équipe élimine l'autre au complet, elle l'emporte.

### Factions
Dans ce jeu, vous pouvez incarner dans les  parties, les commandos et  les mercenaires.
L'alternance entre les 2 factions s'exécute à la manche qui correspond à la moitié de la partie.

### Unités
Les développeurs ont mis en place différentes unités de combats, ce qui permet aux joueurs d'avoir une arme spécifique dans chaque unité.
Cinq unités de forces spéciales sont représentées : 
- Navy SEALs (États-Unis)
- Special Air Service (SAS, Royaume-Uni)
- Kommando Spezialkräfte (KSK, Allemagne)
- Unidad de Operaciones Especiales (UOE, Espagne)
- 1er régiment de parachutistes d'infanterie de marine (1er RPIMa, France)